# Čivava
Čivava je nejmenší psí plemeno na světě a jeho jméno je odvozeno od největší mexické provincie Chihuahua. Původ plemene není úplně jasný a existuje několik možných spekulací. Nejčastěji se hovoří o čivavách jako o potomcích trpasličích psů žijících v norách, kteří byli chytáni domorodými Toltéky a následně domestikováni. Za dob Aztéků se umocnil jejich náboženský a symbolický význam – jako doprovod v posmrtném životě byly čivavy pohřbívány spolu s majiteli (Xolotl je v aztécké mytologii bůh s psí hlavou a průvodce mrtvých) či přímo pod domy pro ochranu jejich obyvatel. Nevyhnulo se jim však ani rituální obětování a pojídání (ačkoliv k tomuto účelu sloužila pravděpodobně větší plemena psů). Podle jiného názoru je čivava evropského původu a do Mexika se dostala společně s prvními španělskými kolonisty. Jako místo původu bývá také zmiňována Malta nebo Čína.
Mezinárodní kynologická organizace FCI uznala standard tohoto plemene v roce 1942, do České republiky byla první čivava dovezena v roce 1971 z USA. Skutečnou oblibu si však čivava v Evropě získala až v 80. letech[zdroj?] a od této doby se stále drží mezi nejpopulárnějšími a nejžádanějšími plemeny.

## Stavba těla a vzhled
Čivava má kompaktní, téměř kvadratické tělo, délka těla je poněkud větší než kohoutková výška. Charakteristickým znakem plemene je zakulacená hlava jablíčkového tvaru, s krátkým a rovným čumákem. Oči jsou kulaté, výrazné, ale nevystupující, uši někdy malé, velké a vztyčené. Trup je dobře stavěný, záda rovná, končetiny silné a dobře osvalené, tlapky malé a oválné. Ocas nese čivava vždy charakteristicky ohnutý nebo zatočený  v půlkruhu se špičkou směřující proti bedrům.
Toto plemeno se vyskytuje ve dvou varietách: krátkosrstá (srst je krátká, lesklá a měkká, přiléhá po celém těle, je mírně delší na krku a ocase) a dlouhosrstá (srst je jemná a hedvábná, rovná nebo lehce vlnitá, tvoří třásně na uších, krku, na zadní straně hrudních a pánevních končetin, na tlapkách a na ocase).
Barvy jsou přípustné všechny, ve všech odstínech a kombinacích, mimo merle barev.

## Povaha
Čivavy mají velké sebevědomí a odvahu, ale kvůli své velikosti se často bojí. Některé čivavy jsou nedůvěřivé, ale některé jsou také velice přítulné. V případě podcenění výchovy může být agresivní a neposlouchá povely, proto je důležitá socializace od štěněte (nejlépe hned od 3 měsíců). Miluje procházky a teplo (často se vyhřívá na slunci). Je vhodná do bytu. Většinou bývá fixována na jednoho až dva majitele.

## Zdraví
Průměrná délka života: 12 – 14 let.
Ačkoliv průměrná délka života čivavy nijak výrazně nepřevyšuje stejný údaj u ostatních malých plemen, někteří jednotlivci plemene čivavy se dožívají nadprůměrně vysokého věku. Ačkoliv se jedná o poměrně zdravé psí plemeno, některá onemocnění se mohou u čivavy objevit v hojnější míře. Tenké končetiny tohoto psa jsou velmi křehké a náchylné na vnější poranění. Mezi nejčastěji zaznamenaná onemocnění u čivav patří luxace pately, což je onemocnění příznačné pro malá plemena psů. Někdy představuje jediné řešení chirurgický zákrok. Čivavu může především v mladším věku postihnout hypoglykemie, způsobená velmi malou kapacitou žaludku a nerovnováze mezi dodanou a spotřebovanou energií. Zranitelnou oblastí představuje oblasti zubů, které jsou náchylné k tvorbě zubního kamene. K dalším zdravotním problémům, které se u čivavy vyskytují častěji, patří obezita, kožní choroby či hydrocefalus.
Čivava patří mezi psí plemena, po kterých je dlouhodobě vysoká poptávka. Tato skutečnost nahrává mnoha nezodpovědným množitelům, kteří za účelem co největšího finančního zisku produkují obrovské množství štěňat bez průkazu původu. Rodiče těchto štěňat jsou degradováni na pouhé výrobní stroje, spolu se štěňaty žijí často v otřesných podmínkách, bez potřebné péče a prostoru, v minimálním kontaktu s člověkem. Štěně, pocházející z takového prostředí, si odnáší fatální újmu a je negativně poznamenáno na celý život. Jednak dlouhou škálou fyzických vad, ať už zřetelných či skrytých, ale také v podobě behaviorálních problémů. Pečlivý výběr štěněte s průkazem původu z řádně registrovaného chovu je jediným způsobem, jak se uchránit osobního zklamání a problémům z pořízení vážně nemocného a problémového psa. Zároveň představuje možnost, jak pozitivně přispět k řešení celkové situace a postupně zamezit dlouhodobému týrání alarmujícího množství psů.